# وینفیلد (لوئیزیانا)
وینفیلد (به انگلیسی: Winnfield) شهری در ایالت لوئیزیانا کشور ایالات متحده آمریکا است که جمعیت آن در سرشماری سال ۲۰۱۰ میلادی، ۴٬۸۴۰ نفر بوده‌است.